# Amblyseius vitreus
Amblyseius vitreus är en spindeldjursart som först beskrevs av Wolfgang Karg 1998.  Amblyseius vitreus ingår i släktet Amblyseius och familjen Phytoseiidae. Inga underarter finns listade i Catalogue of Life.